# Танеев, Александр Сергеевич (1850)
Александр Сергеевич Танеев (5 [17] января 1850, Санкт-Петербург — 7 февраля 1918, Петроград) — придворный и композитор-любитель из рода Танеевых, отец Анны Танеевой (Вырубовой). Произведения Танеева-композитора пользовались успехом в России и за границей. Однако значительно большую славу как композитор снискал его троюродный дядя — композитор Сергей Иванович Танеев.

## Биография
Родился в Санкт-Петербурге 5 (17) января 1850 года в семье С. А. Танеева; мать Анна Васильевна (1827—1903), дочь генерал-майора В. А. Бибикова. 
Окончил Императорский Санкт-Петербургский университет. Был крупным государственным деятелем, камер-юнкером (17.04.1876), камергером (01.01.1886), статс-секретарём (28.03.1904), обер-гофмейстером Двора Его Императорского Величества (06.12.1906). В 1896—1917 годах — главноуправляющий собственной Е. И. В. канцелярией, где долгое время служил его отец. Член Государственного совета (1907–1917). Почетный член Императорской Академии наук (с 1902). 
С 1888 года Танеев входил в Постоянную комиссию для рассмотрения поступающих в канцелярию ходатайств начальств благотворительных учреждений. В 1895 году  был назначен вице-председателем Комитета попечительства о домах трудолюбия и работных домах, одновременно став товарищем (заместителем) председателя Совета Приюта Великой княгини Екатерины Михайловны для призрения детей во время нахождения родителей в больницах. Также был председателем Комитета о службе чинов гражданского ведомства и наградах, и членом Комитета призрения заслуженных гражданских чиновников и попечитель состоящего в его ведении Приюта для вдов и сирот. 
Влияние А.С.Танеева на императорскую чету было велико. А.А.Мосолов писал: «Широко образованный, выдающийся музыкант, очень умный и ловкий, А.С.Танеев вырос при дворе и достиг высшей ступени иерархической лестницы, наследовав должность главноуправляющего от своего отца. Очень близкий к Их Величествам, он, однако, тщательно скрывал свое влияние на них. Был как истый царедворец человеком весьма льстивым». 
Вместе с супругой принимал участие в костюмированном балу 1903 года.
Похоронен на Тихвинском кладбище. В 2019 году в Некрополе мастеров искусств на территории бывшего Тихвинского кладбища Александро-Невской лавры установлен памятник представителям рода Танеевых. 

## О творчестве композитора
Александр Сергеевич Танеев происходил из музыкальной семьи: отец был страстным композитором-любителем, а мать превосходно играла на пианино. Известный композитор Сергей Иванович Танеев не был близким родственником. 
Получил весьма основательное домашнее музыкальное образование. Занимался теорией композиции у Фридриха Рейхеля (1833–1889) в Дрездене, затем в Петербурге у Н. А. Римского-Корсакова и Алексея Алексеевича Петрова (1859–1919); пользовался также советами Балакирева, который обработал для концертного исполнения два фортепианных вальса Танеева. 
Произведения А. С. Танеева пользовались успехом в России и за границей. Из его сочинений были изданы: одноактная опера «Месть Амура» (либретто Т. Щепкиной-Куперник), 2-я симфония B-moll (op. 21), две сюиты для оркестра (2-я F-dur, op. 14); две мазурки для оркестра (op. 15); торжественный марш для оркестра (op. 12); два квартета; пьесы для фортепиано (op. 20, 21 и др.), для скрипки с фортепиано или оркестра («Rêverie», op. 23), для виолончели (op. 10), кларнета, пения с фортепиано (два дуэта op. 17, три романса op. 18); хоры а capella и с оркестром. В рукописи остались: 1-я симфония, «Алеша Попович» (симфоническая картина) и др. Опера «Месть Амура» исполнялась в Эрмитаже в присутствии высочайших особ.
Танеев собирал русские народные песни, что привело в 1900 году к его назначению после Т. Филиппова председателем песенной комиссии для снаряжения экспедиций с целью собирания народных песен в Императорском Русском географическом обществе.

## Награды
- Орден Святого Владимира 3-й степени (09.04.1889)
- Орден Святого Станислава 1-й степени (05.04.1892)
- Орден Святой Анны 1-й степени (14.05.1896)
- Орден Святого Владимира 2-й степени (01.01.1901)
- Орден Белого орла (01.01.1906)
- Орден Святого Александра Невского (29.03.1909)
- Бриллиантовые знаки к ордену Святого Александра Невского (25.03.1912)
- Золотой нагрудный знак в память 100-летия Государственной канцелярии, украшенный алмазами, при Высочайшем рескрипте (07.12.1912)
- Орден Святого Владимира 1-й степени (01.01.1915)
- Знак отличия беспорочной службы за XL лет (22.08.1915)

Иностранные:
- итальянский орден Короны, офицерский крест (1881)
- французский орден Почётного легиона, большой офицерский крест (1897)
- прусский орден Короны 1-й степени (1897)
- персидский орден Льва и Солнца 1-й степени (1898)
- итальянский орден Святых Маврикия и Лазаря, большой крест (1902)

## Семья
С 19 сентября 1882 года был женат на Надежде Илларионовне Толстой (1860—1937, Выборг, Финляндия), дочери генерала И. Н. Толстого, наследнице подмосковного имения Рождествено. По линии матери Надежда Илларионовна была представителем дворянских родов Голицыных, Кутайсовых и Чернышевых.  Надежда Илларионовна была похоронена на кладбище Ристимяки; могила не сохранилась.
Дети:
- Александра (род. и ум. 29.08.1883)
- Анна (1884—1964), фрейлина; замужем за А. Вырубовым
- Елизавета (1881—1964), замужем за С. М. Леонтьевым
- Сергей (1887—1975), штабс-ротмистр. Во время Первой мировой войны служил в военной разведке, был награжден четырьмя боевыми орденами.  Его жена — княжна Тинатин Ильинична Джорджадзе[5] (1900–1990). После Октябрьской революции эмигрировали, жили в США[6].
- Александра[англ.] (1888—1963), фрейлина; в первом браке замужем за Александром (Акселем) Эриховичем Пистолькорсом (1886–1941), сыном О.Палей. Эмигрировали, жили в Швеции.
  - Их дети: Татьяна (1910—1968), с 1933 г. замужем за Николаем Константиновичем Паленом (1896–1963), сыном К.К.Палена; Ольга (1912—2011), муж (1-й брак) — Ханс Густав Рамель; Александра (р.1914)[7]
    - Внук — Пален, Петер Александер Пауль, фон дер Пален, граф (1936–2019) – финский дипломат. В 1963–2000 годы – на службе в Министерстве иностранных дел Финляндии; работал в посольствах и консульствах Финляндии в Индии, Австралии, Кубе, Норвегии, Бразилии, Северной Корее, Испании, Канаде, Германии

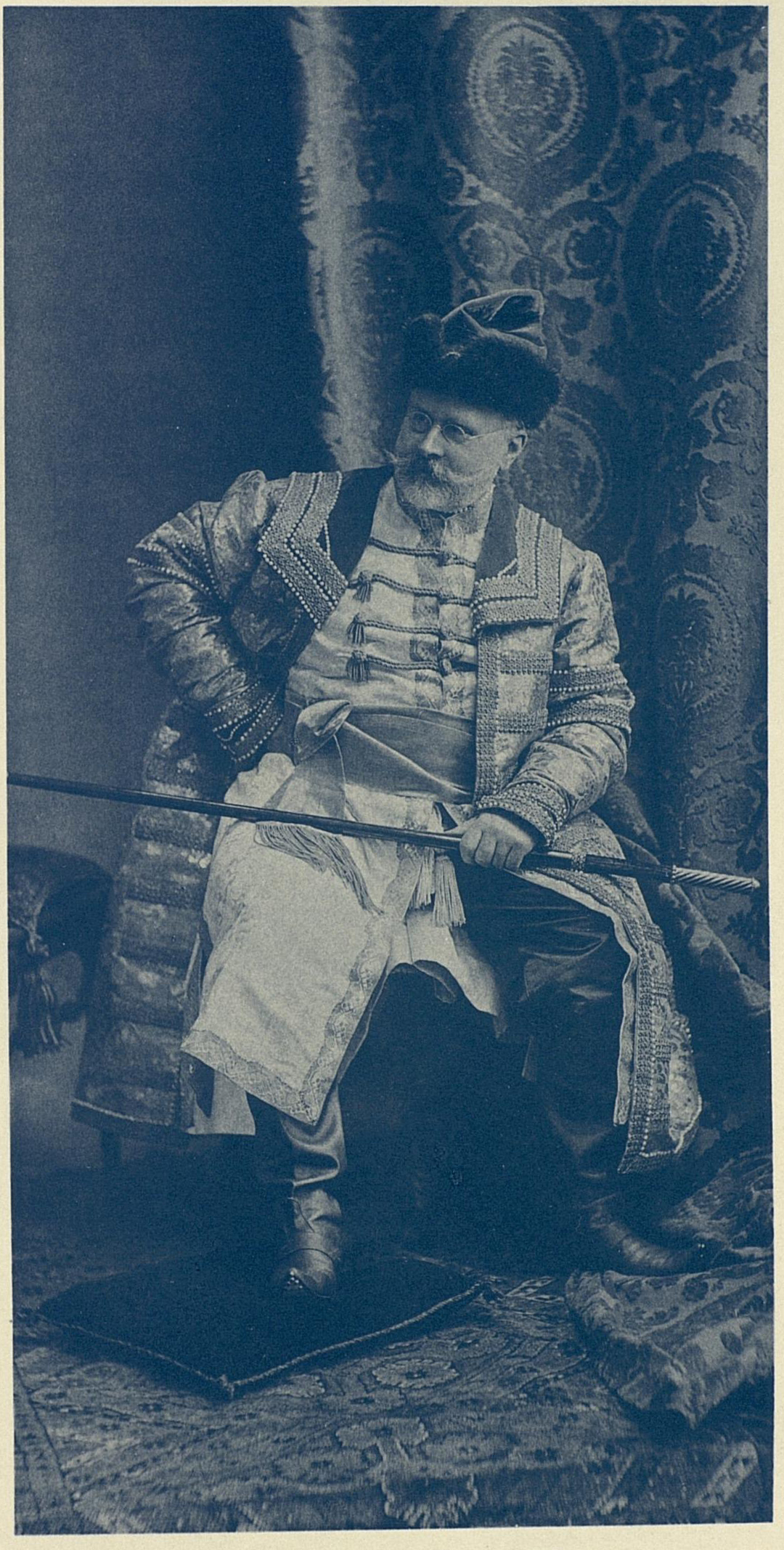
Костюмированный бал 1903 года
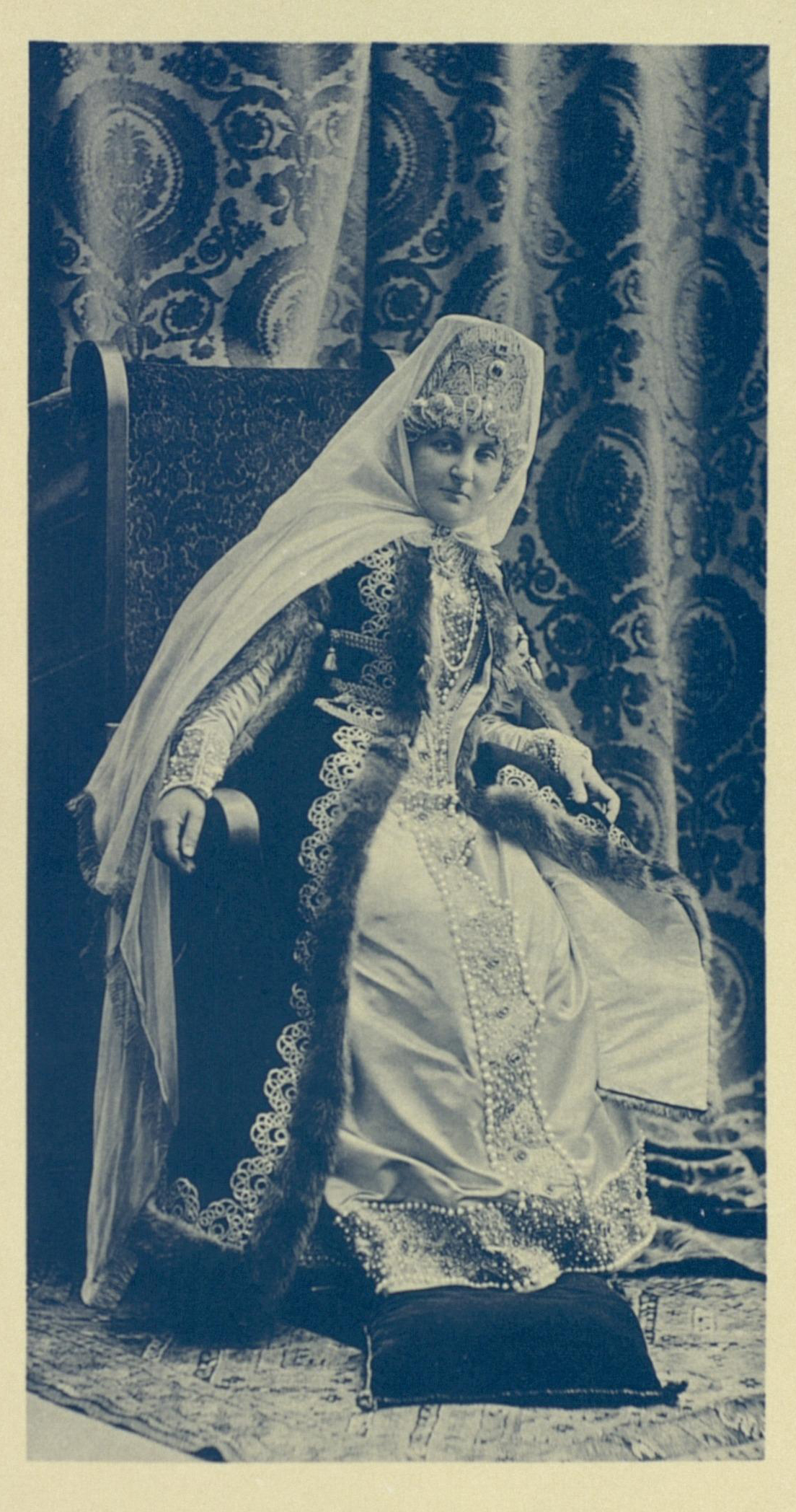
Надежда Илларионовна Танеева
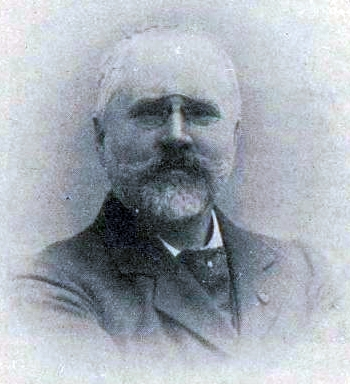
Александр Сергеевич Танеев, 1915